# Хопковиця
Хопковиця (словац. Chopcovica) — річка в Словаччині, ліва притока Боци, протікає в окрузі Ліптовський Мікулаш.
Довжина приблизно 2/9-3.4 км. Витік знаходиться в масиві Низькі Татри (частина Дюмберські Татри) — на висоті близько 1480 метрів. Протікає територією села Нижня Боца.
Впадає у Боцу на висоті приблизно 830—840 метрів.